# Steireranzug

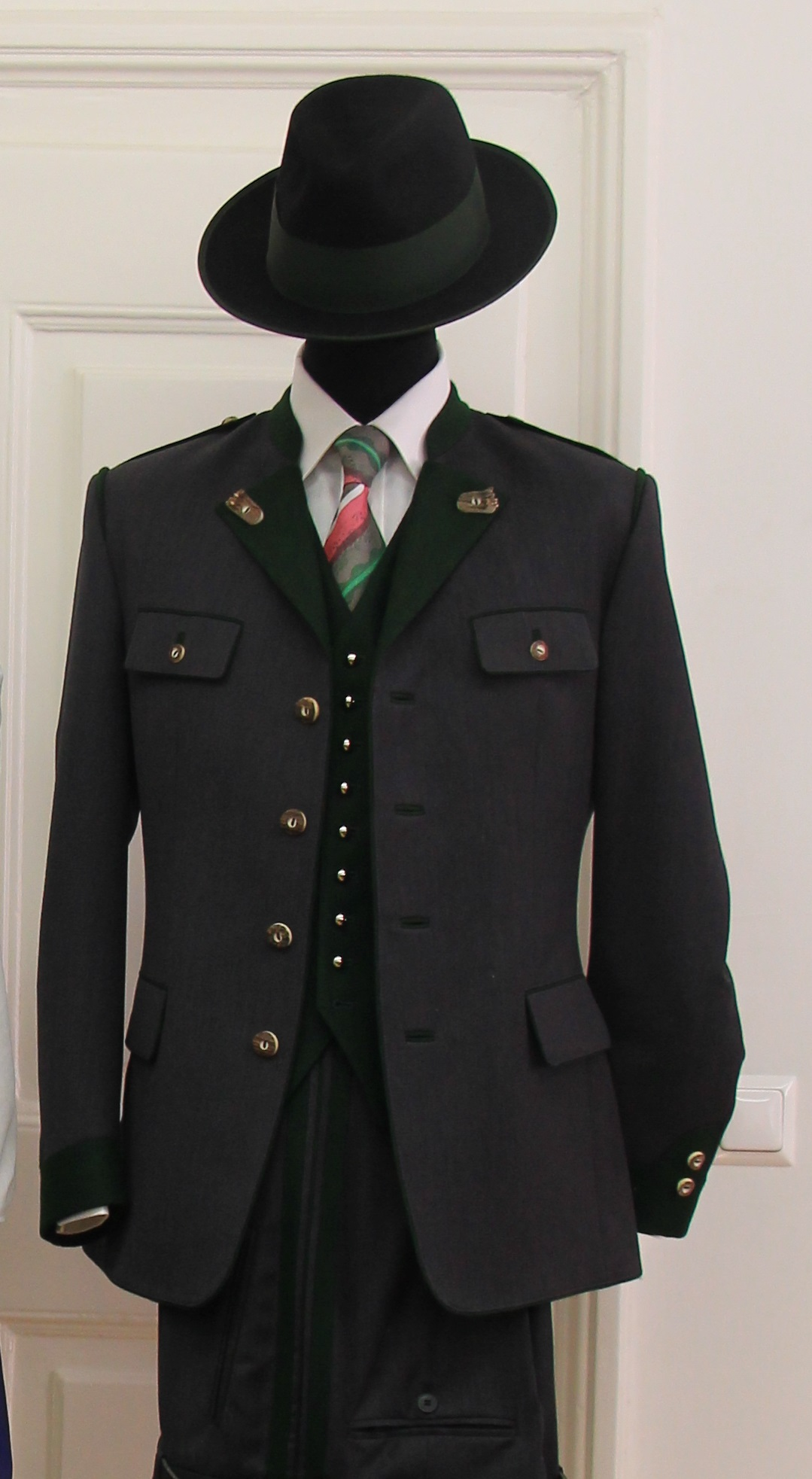
Altsteirer-Anzug aus dem Steirischen Heimatwerk

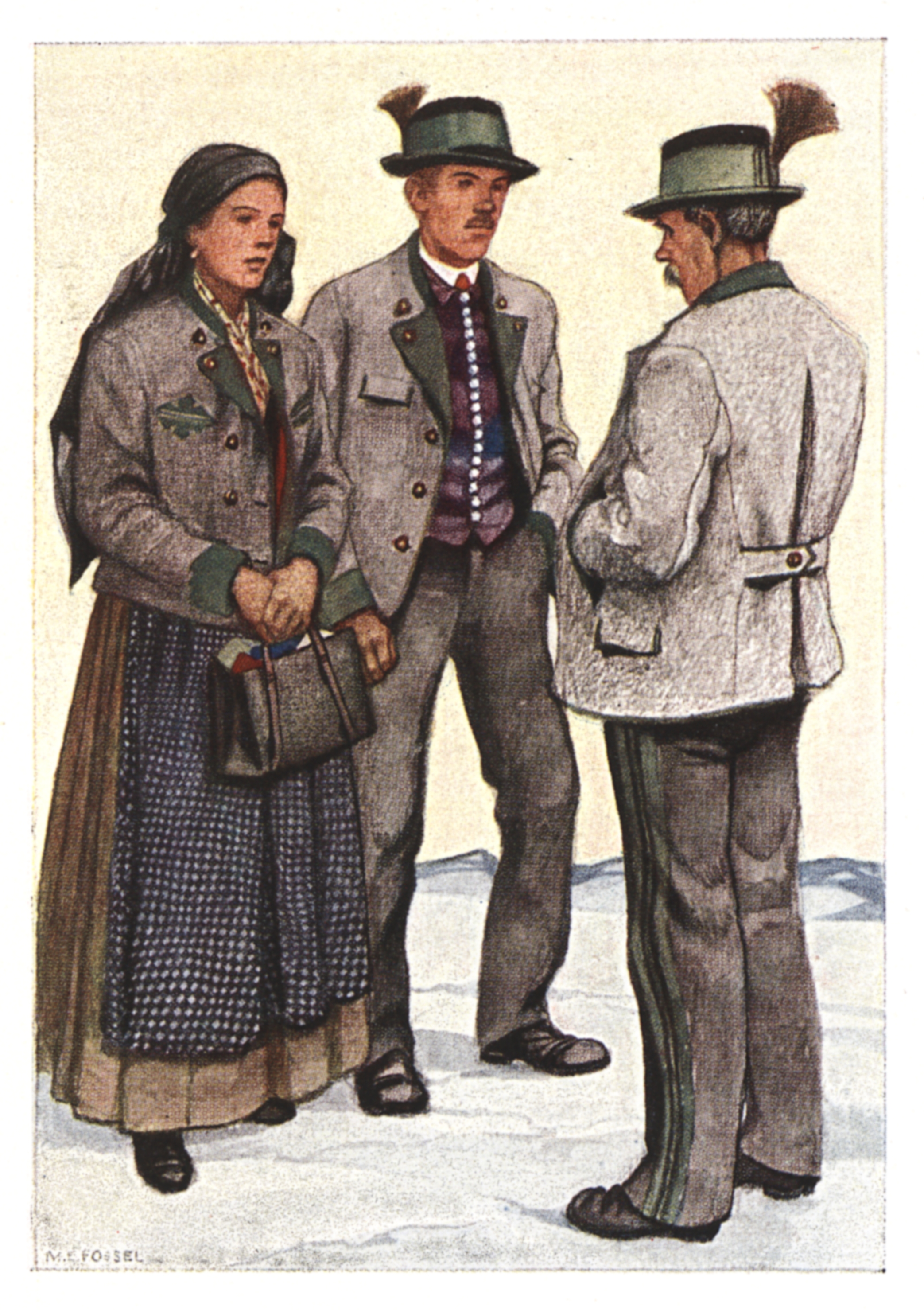
Bauern aus Schladming in winterlicher Tracht, 1935

Der Steireranzug ist ein grauer Trachtenanzug mit grünem Besatz, Pattentaschen und Lampassen. Er hat sich ab Mitte des 19. Jahrhunderts in der Steiermark entwickelt und ist heute in ganz Österreich verbreitet.

## Geschichte
Der Steireranzug entstand aus der Tracht der Jäger im Salzkammergut, in der Eisenwurzen und im Mürzer Oberland, nahm aber auch verschiedene Elemente militärischer Uniformen auf. Er wurde von Erzherzog Johann popularisiert; der Erzherzog schätzte besonders die Schlichtheit und Zweckmäßigkeit dieser Tracht, wie aus seinen Briefen an Anna Plochl hervorgeht:

„Als ich den grauen Rock in der Steyermark einführte, geschah es um ein Beyspiel der Einfachheit in Sitte zu geben, so wie mein grauer Rock, so wurde mein Hauswesen, so mein Reden und Handeln. Das Beyspiel wirkte, der graue Rock, von manchen verkannt, von den Besseren erkannt, wurde ein Ehrenrock und ich ziehe ihn nie mehr aus, ebensowenig weiche ich von meiner Einfachheit, lieber gebe ich mein Leben her.“

In der kaiserlichen Haupt- und Residenzstadt Wien betrachtete man Johann seit der Alpenbundaffäre mit Misstrauen. Bald galt das Tragen des Steireranzugs als Indiz für eine aufrührerische Gesinnung und wurde 1823 auf Anweisung der Hofkanzlei allen Staatsbeamten bei Strafe verboten. Einige Jahrzehnte später hingegen trug sogar Kaiser Franz Joseph I., wenn er auf der Jagd in Mürzsteg weilte, einen solchen Anzug.
Der Steireranzug verbreitete sich schnell als Freizeitkleidung der Adeligen und in der Folge auch des gehobenen Bürgertums. Nach dem Ersten Weltkrieg führte die Trachtenbegeisterung jener Zeit zu seiner raschen Verbreitung in ganz Österreich. Die Gründung des Steirischen Heimatwerkes durch Viktor von Geramb im Jahr 1934 gab der Trachtenpflege und -forschung weitere neue Impulse. Im Ständestaat als typische Kleidung der regimetreuen Bürger getragen, wurde der Steireranzug von der nationalsozialistischen Kulturpolitik in der Steiermark weiter gefördert und verblieb auch nach dem Zweiten Weltkrieg und bis heute ein beliebtes Kleidungsstück vor allem in konservativen Kreisen. Er ist die dominierende Männerkleidung bei den meisten Trachtenveranstaltungen, wie beispielsweise beim Jägerball in der Wiener Ballsaison oder dem Volkskulturfest Aufsteirern in Graz.
Der Steireranzug gilt weithin als Symbol steirischer Identität und wurde durch Persönlichkeiten wie Josef Krainer und Hanns Koren weiter popularisiert.
Viktor v. Geramb und seine Schüler legten den Grundstein zur Pflege, wissenschaftlichen Erforschung und zeitgemäßen Weiterentwicklung der Landestracht, die daher in der Steiermark bis heute wesentlich mehr getragen und geschätzt wird als in anderen Teilen Österreichs. Der Volkskundler Günther Jontes von der Historischen Landeskommission bezeichnet die Steiermark daher als das „österreichische Trachtenhauptland“.

## Aussehen

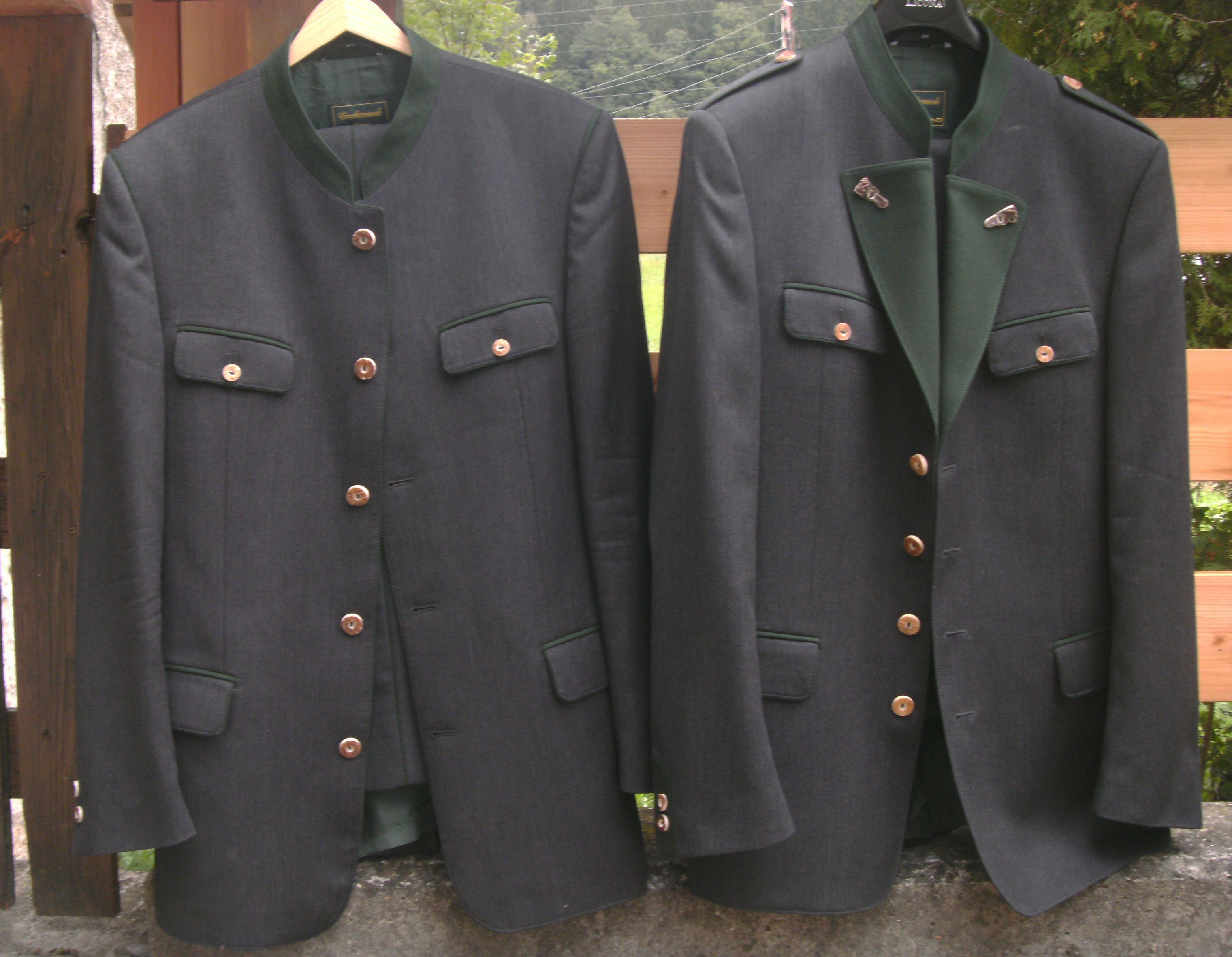
Leobner- (links) und Altsteirer-Anzug.

Es gibt regional unterschiedliche Formen des Steireranzugs. Vor allem zwei Arten werden jedoch in der ganzen Steiermark getragen: Der Altsteirer-Anzug (auch als Salonsteirer bekannt) mit grünem Revers und Achselspangen schließt mit vier Knöpfen; der Leobner (oder Jägerrock) verfügt über einen Stehkragen und wird mit fünf Knöpfen geschlossen. Je nach Machart werden breite oder schmale Lampasse und Ärmelaufschläge verwendet. Zu beiden oben beschriebenen Arten wird meist eine grüne Tuchweste mit Silberknöpfen getragen. Steireranzüge werden üblicherweise aus Loden oder Kammgarn gefertigt; die Knöpfe für echte steirische Trachten werden aus Hirschhorn gewonnen.
Generell wird die Verwendung von Metallknöpfen, Kunstfaser- oder Cord-Stoffen sowie von roten, blauen und schwarzen Textilien als nicht „trachtenecht“ angesehen; daraus gefertigte Anzüge sind modische Neuschöpfungen.
Neben dem grau-grünen Anzug, der ja ursprünglich nur in der obersteirischen Gebirgsregion getragen wurde, gibt es für die ost- und südsteirische Täler und das Hügelland im Südosten des Landes auch Steireranzüge mit der Grundfarbe (oliv-)grün und mit dunkelgrünem Besatz. In einigen Marktorten und Städten der Steiermark sind historisch braune, biedermeierliche Trachtenformen überliefert.
Nach dem Vorbild des Steireranzugs wurden auch andere Landestrachten in Österreich geschaffen (z. B. Kärntner Anzug, Salzburger Anzug, Tiroler Anzug, Niederösterreicher Anzug). Diese Anzüge wurden erst im 20. Jahrhundert eingeführt und sind in den meisten Fällen bis auf die unterschiedliche Grundfarbe (z. B. braun, dunkelblau) mit dem Steireranzug weitgehend identisch; ihre Verbreitung blieb allerdings begrenzt. Umgangssprachlich werden auch viele dieser anderen Trachtenanzüge oft als „Steireranzug“ bezeichnet.

### Steirerhut
Der Steirerhut ist aus graugrünem Haarfilz und hat ein dunkelgrünes Hutband. Geschmückt sein kann der oben eingedrückte Hut mit einem Gamsbart oder Auerhahn-Federn. Der einfache Hut ohne Schmuck wird auch unabhängig vom Anzug z. B. von Bauern bei der Arbeit getragen.

## Künstlerische Rezeption
Der Steireranzug als heimatliche Kleidung der Bauern und Jäger der „Waldheimat“ wird in den Werken von Peter Rosegger – selbst ein ehemaliger Störschneider – häufig erwähnt und beschrieben. In Reinhard P. Grubers Roman Aus dem Leben Hödlmosers findet sich eine umfassende Abhandlung über den Steireranzug, in welcher der Autor zu dem ironischen Schluss kommt:

„[…] dass es eine reine Einseitigkeit ist, nur den grauen Loden mit grünem Revers und Hirschknöpfen, mit oder ohne Lampas, aber mit Steirerhut und Gamsbart als »Steireranzug« zu bezeichnen. Entgegnung: Richtig ist vielmehr, dass alles, was ein Steirer anzieht, ein Steireranzug ist.“

In Helmut Qualtingers Monolog Der Herr im Salonsteirer steht der Anzug hingegen als Symbol für angebliche Selbstgerechtigkeit und Borniertheit bürgerlich-konservativer Kreise.
Am 28. September 2018 gab die Österreichische Post eine Sonder-Briefmarke in Form eines aus Merinoschafwolle gestickten Bildes eines Steirerhuts heraus.